# خطای تقریبی
خطای تقریبی (انگلیسی: Approximation error) در برخی از داده‌ها، به اختلاف بین یک مقدار دقیق و معادل تقریبی آن اطلاق می‌شود. دلایل رخ دادن خطاهای تقریبی شامل عدم استفاده از ابزارهای اندازه‌گیری دقیق در محاسبات داده یا
استفاده از مقادیر تقریبی به جای داده‌های واقعی می‌باشد.